# Плохая партия
«Плохая партия» (англ. The Bad Batch) — американский фильм-антиутопия, снятый Аной Лили Амирпур и ставший её вторым полнометражным и первым англоязычным фильмом. Мировая премьера ленты состоялась 6 сентября 2016 года на Венецианском кинофестивале. Фильм получил смешанные отзывы критиков.

## Сюжет
Главная героиня, молодая девушка Арлин, оказывается в «плохой партии» неугодных правительству людей, которых отправляют на ограждённую забором территорию в Техасе. Это постапокалиптический мир, превращённый в свалку, отгороженную от остального цивилизованного мира; его жители не считаются гражданами США и не подчиняются законам. В выжженной пустыне Арлин почти сразу же ловят каннибалы из общины «Мост», которые отрезают ей правую руку и правую ногу ниже колена, приковывая девушку в подвале. В той же общине живут и другие подобные инвалиды, мясом которых питаются каннибалы. Вскоре Арлин удаётся обманом отвлечь женщину, которая за ней присматривает, и убить её. Перемещаясь на доске для скейтборда, Арлин из последних сил выезжает за пределы общины, где её находит немой бродяга с тележкой из супермаркета. Он отвозит девушку в другую коммуну под названием «Комфорт».
Проходит пять месяцев. Арлин живёт в «Комфорте» и вынашивает план мести. На ноге у неё теперь есть протез, и она может передвигаться. Она выходит в пустыню с револьвером и набредает на свалку. По случайности, именно в это время на свалке находятся подруга и дочь каннибала с наколкой «Человек из Майами» на груди, одного из предводителей общины каннибалов. Женщина сломала ногу, роясь на свалке, и не может двигаться. Арлин случайным выстрелом убивает её и отводит девочку в «Комфорт». Девочка понимает её, но не разговаривает. Она находит кролика и ходит с ним в обнимку. Вечером Арлин с девочкой идут на вечеринку рэйверов-наркоманов, где их предводитель по имени «Мечта» произносит речь. Арлин тоже принимает наркотик и утрачивает связь с реальностью. Она теряет девочку, которую уводит «Мечта». Сама же Арлин выходит с территории «Комфорта» и оказывается в пустыне, где её находит «Человек из Майами», который отправился на поиски дочери. От бродяги с тележкой он узнал, что девочка скорее всего находится в «Комфорте», и теперь угрозами требует от Арлин, чтобы она нашла его дочь. Чувствуя неприязнь друг к другу, они начинают двигаться к «Комфорту» пешком, поскольку бензин в скутере мужчины закончился. К ним подъезжает человек из общины каннибалов, который предлагает Человеку из Майами продать ему девушку за канистру бензина. Однако Человек из Майами убивает каннибала, забирая его скутер. Ночью Человека из Майами, к которому Арлин начинает проникаться симпатией, тяжело ранит человек из «Комфорта», который увозит Арлин. Человека же из Майами находит отшельник, который выхаживает его.
С «Комфорте» Арлин продолжает искать девочку, поиски приводят её к «Мечте». В его резиденции она беседует с ним и соглашается присоединиться к его многочисленному гарему. Однако в протезе она прячет револьвер, и позже, угрожая одной из наложниц, требует отдать ей девочку. На машине для гольфа Арлин с девочкой и её кроликом уезжают в пустыню, где встречают Человека из Майами. Арлин говорит, что хочет остаться с ним. Девочка, привыкшая в «Комфорте» к другой пище, просит отца приготовить её спагетти. В финальной сцене все трое едят поджаренного на костре кролика. Арлин и Человек из Майами обмениваются улыбками.

## В ролях
- Сьюки Уотерхаус — Арлен
- Джейсон Момоа — Человек из Майами
- Джайда Финк — Хани, дочь Человека из Майами
- Йолонда Росс — подруга Человека из Майами
- Джим Керри — отшельник
- Киану Ривз — «Мечта» («Сон»)
- Джованни Рибизи — человек на улице
- Диего Луна — Джон

## Отзывы
На сайте Rotten Tomatoes фильм получил 45 % на основе 100 рецензий со средним баллом 5.8/10. На Metacritic фильм набрал 62 балла из 100, на основе 25 отзывов.
Восторженный отзыв о фильме написал Скотт Дерриксон на сайте RogerEbert.com, назвав его одним из лучших фильмов 2017 года. Он отметил, что ближе к середине сюжет движется в сторону «фильма о мести», однако после убийства женщины на свалке Арлин переживает внутреннее перерождение и решает сделать хотя бы что-то хорошее в жизни, позаботившись о девочке и остановив цепочку насилия. По мнению Дерриксона, той «единственной вещью на свете, о которой нельзя забывать», для Арлин становится милосердие.

## Признание
| Награды и номинации фильма «Плохая партия» | Награды и номинации фильма «Плохая партия» | Награды и номинации фильма «Плохая партия» | Награды и номинации фильма «Плохая партия» | Награды и номинации фильма «Плохая партия» | Награды и номинации фильма «Плохая партия» |
| Год                                        | Кинопремия / Кинофестиваль                 | Категория / Награда                        | Номинант                                   | Результат                                  |                                            |
| ------------------------------------------ | ------------------------------------------ | ------------------------------------------ | ------------------------------------------ | ------------------------------------------ | ------------------------------------------ |
| 2016                                       | Венецианский кинофестиваль                 | «Золотой лев» за лучший фильм              | «Плохая партия»                            | Номинация                                  |                                            |
| 2016                                       | Венецианский кинофестиваль                 | Специальный приз жюри                      | «Плохая партия»                            | Победа                                     |                                            |